# به‌خاطر موسیقی سپاسگزارم (آلبوم آبا)
| بررسی انتقادی | بررسی انتقادی |
| منبع          | رتبه‌بندی      |
| ------------- | ------------- |
| آل‌میوزیک      | [ ۱ ]         |

به‌خاطر موسیقی سپاسگزارم (انگلیسی: Thank You for the Music) یک آلبوم گردآوری‌شده از ابرگروه سوئدی موسیقی پاپ آبا است که نخستین بار در نوامبر ۱۹۸۳ در بریتانیا منتشر شد و بابت فروش بیش از ۱۰۰٬۰۰۰نسخه، گواهینامهٔ طلا دریافت کرد. نسخهٔ اسپانیایی زبان فرناندو برای نخستین بار در بریتانیا در این آلبوم منتشر شد.

## فهرست ترانه‌ها
رویِ اول
| شماره | نام                        | نویسنده(ها)                             | مدت  |
| ----- | -------------------------- | --------------------------------------- | ---- |
| ۱.    | «عشق من، زندگی من»         | بنی آندِشون، استیگ آندشون، بیورن اولویوس | ۳٫۵۲ |
| ۲.    | «مانده‌ام که آیا (کوچ)»     | بنی آندِشون، استیگ آندشون، بیورن اولویوس | ۴٫۳۸ |
| ۳.    | «سال نو مبارک»             | بنی آندِشون، بیورن اولویوس               | ۴٫۲۳ |
| ۴.    | «از کف می‌دهم»              | بنی آندِشون، بیورن اولویوس               | ۳٫۵۱ |
| ۵.    | «فرناندو (نسخهٔ اسپانیایی)» | بنی آندِشون، بیورن اولویوس               | ۴٫۱۵ |
| ۶.    | «یک مرد، یک زن»            | بنی آندِشون، بیورن اولویوس               | ۴٫۳۵ |
| ۷.    | «عقاب»                     | بنی آندِشون، بیورن اولویوس               | ۵٫۵۱ |

رویِ دوم
| شماره | نام                              | نویسنده(ها)               | مدت  |
| ----- | -------------------------------- | ------------------------- | ---- |
| ۱.    | «رؤیایی دارم»                    | بنی آندِشون، بیورن اولویوس | ۴٫۴۴ |
| ۲.    | «آخرین تابستانمان»               | بنی آندِشون، بیورن اولویوس | ۴٫۲۳ |
| ۳.    | «روز پیش از آشنایی با تو»        | بنی آندِشون، بیورن اولویوس | ۵٫۵۱ |
| ۴.    | «چیکیتیتا»                       | بنی آندِشون، بیورن اولویوس | ۵٫۲۶ |
| ۵.    | «بخندم یا گریه کنم»              | بنی آندِشون، بیورن اولویوس | ۴٫۲۶ |
| ۶.    | «مرام دوستان قدیمی (اجرای زنده)» | بنی آندِشون، بیورن اولویوس | ۲٫۵۳ |
| ۷.    | «به‌خاطر موسیقی سپاسگزارم»        | بنی آندِشون، بیورن اولویوس | ۳٫۴۸ |